# موتومیا، فوکوشیما
موتومیا در استان فوکوشیما در کشور ژاپن  واقع شده‌است  که دارای جمعیت ۳۱٬۷۳۷ نفر و مساحت ۸۷٫۹۴ کیلومتر مربع با تراکم جمعیت ۳۶۱  نفر در کیلومترمربع است و در تاریخ ۱ ژانویه ۲۰۰۷ به عنوان شهر شناخته شد.